# Países checos

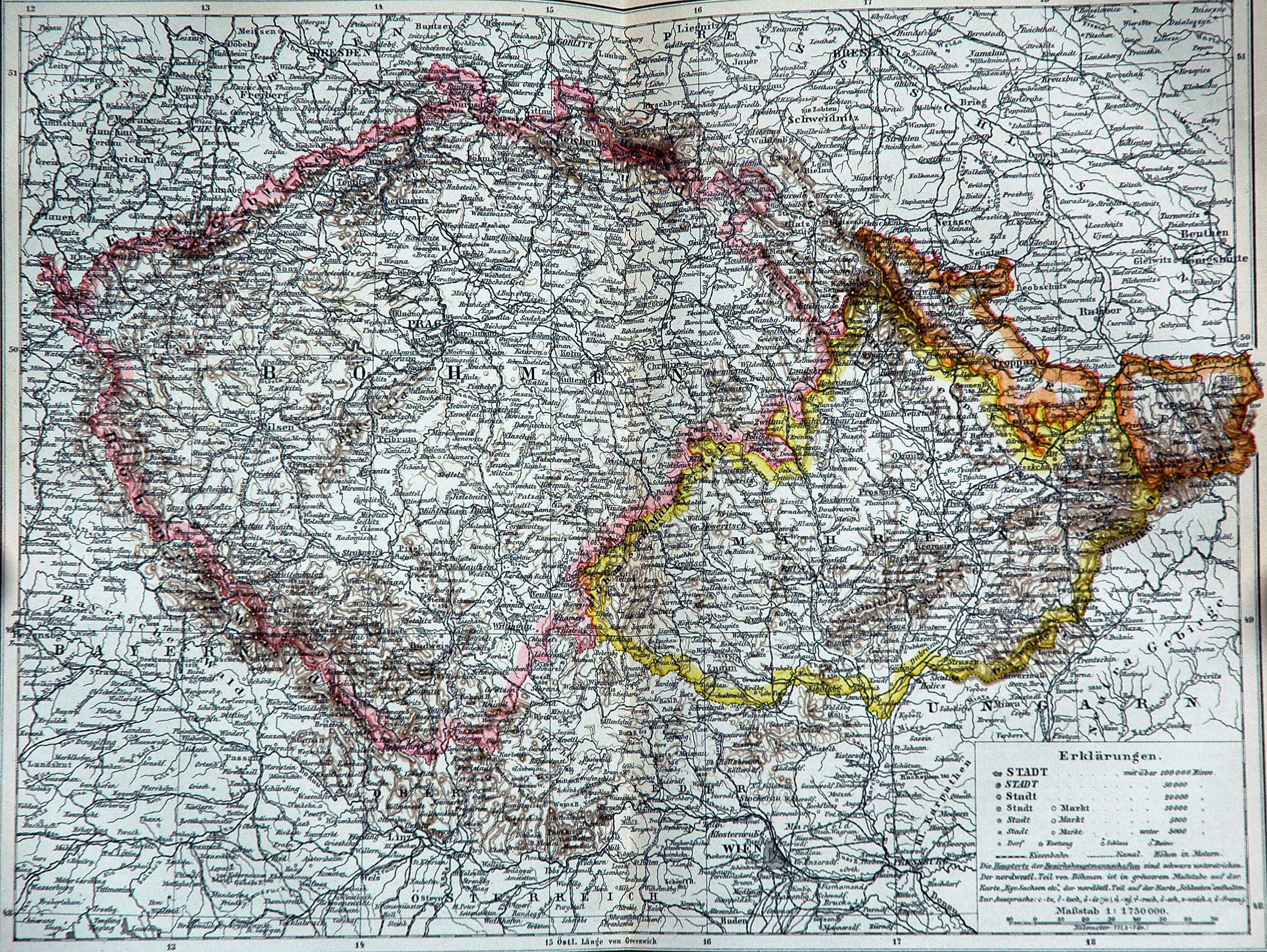
Mapa de 1892.

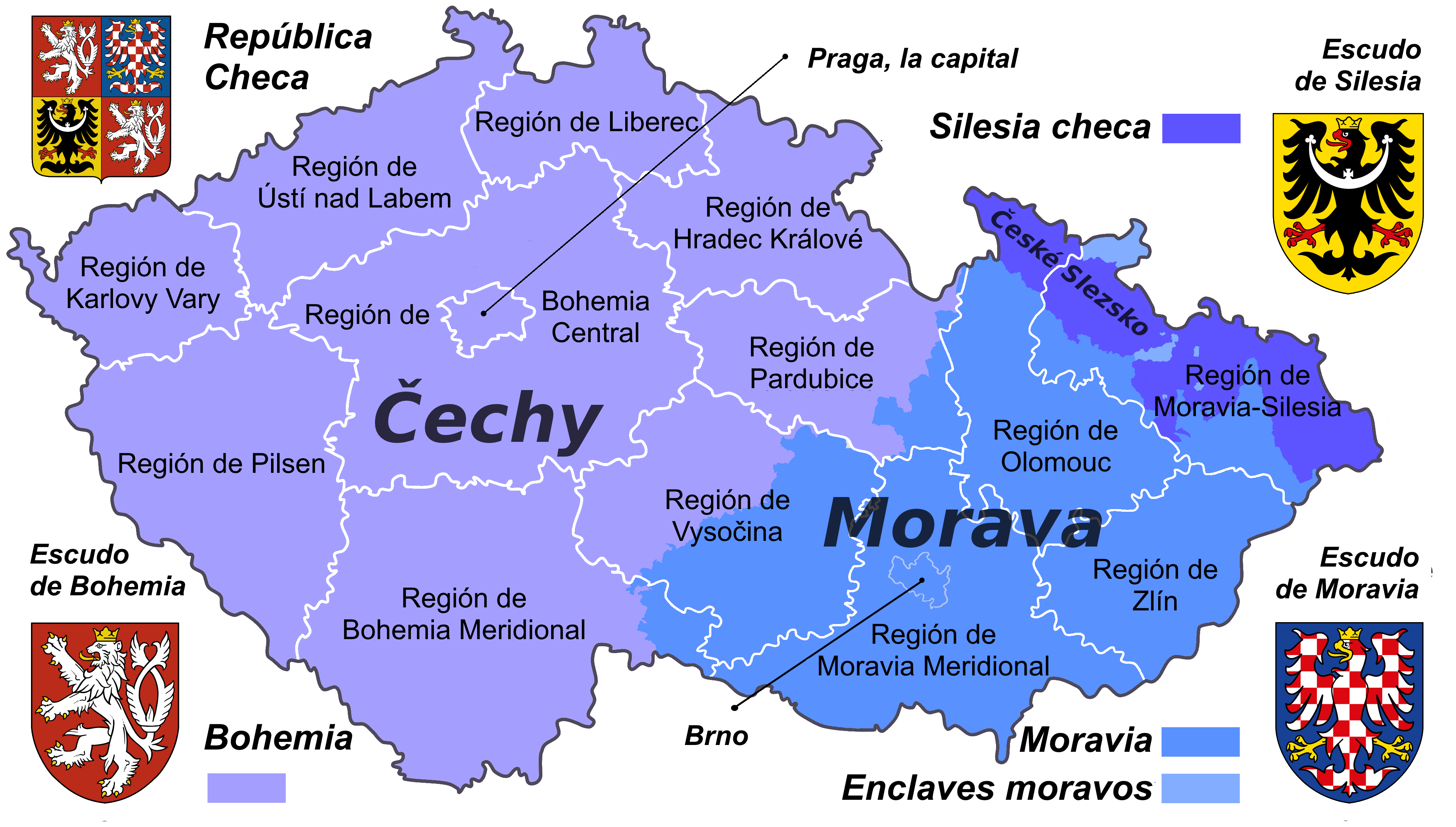
Tierras checas históricas comparadas con las regiones administrativas actuales.

La denominación Países checos o Tierras checas (en checo České země) hace referencia a la unidad geográfica ocupada por la nación checa. Esta se corresponde hoy aproximadamente con la República Checa, y está compuesta por las regiones históricas de Bohemia, Moravia y Silesia. Podría considerarse cuarto "país checo" aunque hoy, sin embargo, no forma parte de la República Checa, la región alemana de Lusacia.
Los textos checos se refieren como los países checos a toda entidad regida por los Reyes de Bohemia, también llamadas Tierras de la Corona de Bohemia. 
A lo largo de la historia, los países checos (todos o alguno de ellos) han formado parte de las siguientes entidades políticas:
- Imperio de la Gran Moravia (siglo IX),
- Reino de Bohemia,
- Margraviato de Moravia,
- Sacro Imperio Romano Germánico
- Imperio austrohúngaro
- Checoslovaquia
- Tercer Reich (Protectorado de Bohemia y Moravia)

Y las siguientes organizaciones internacionales:
- Pacto de Varsovia
- COMECON
- OTAN
- Unión Europea